# Prieuré de Ménil à Lunéville
Le prieuré de Bénédictins dit prieuré de Ménil à Lunéville dépendait de l’abbaye de Senones. Il s'installa en 1735 dans ce faubourg de Lunéville, après avoir existé comme prieuré de Léomont sur le Léomont (Leonis mons), commune actuelle de Vitrimont (Meurthe-et-Moselle).

## Architecture

### Histoire des bâtiments
Les Bénédictins achetèrent au prince de Beauvau-Craon sa propriété de Ménil; ils firent construire le prieuré actuel de 1767 à 1774, sur les plans de l'architecte Joseph Nicolas Joly, comprenant le corps principal central, l'aile Est, et probablement une chapelle. Après la vente comme bien national en 1791, la chapelle fut détruite; converti en usine de tissage en 1830, l'ensemble fut réoccupé par les sœurs de la congrégation Notre-Dame à partir de 1849. Elles firent construire l'aile Ouest avec une chapelle, dans le même style que les premiers bâtiments, et apposèrent un avant-corps central au bâtiment principal, de forte hauteur, en grès rouge.
En 1912 l'école privée Saint-Pierre-Fourier s'y installa, et des bâtiments annexes ont été construits depuis pour répondre aux besoins de l'école primaire, du collège et du lycée de cet important ensemble scolaire.

### État actuel
D'assez grande ampleur, les bâtiments font face aux quais de la gare de Lunéville, sur le quai des Bénédictins. Avec le corps principal rhabillé au XIXe, les deux ailes Est et Ouest forment une cour en U, un préau métallique abritant les enfants de l'école.
Le jardin sur l'arrière ne présente plus de caractère artistique.
À l'intérieur, peu de pièces ont conservé un intérêt historique; quelques moulures et des cheminées, de style Louis XV, subsistent.